# 激得!谷隊長のお値打ち温泉宿徹底ガイド
激得!谷隊長のお値打ち温泉宿徹底ガイド（げきとく!たにたいちょうのおねうちおんせんやどてっていガイド）は、2008年1月11日から旅チャンネルで放送されている旅行番組である。

## 概要
ナビゲーターである「谷隊長」こと谷隼人が隊員をひきつれて1万円以下の温泉宿に実際に宿泊し、1泊2日の温泉旅行を体験するほか、「宿」「温泉」「料理」「観光」「発見」の6つから谷隊長が独断と偏見で選び数値化して、数値グラフにしていく。

## 出演者
- ナビゲーター：谷隼人

### 隊員
- 青島あきな
- 松岡きっこ（谷の妻。スペシャル隊員）
- 飯田佳代
- 濱崎千羽
- Kaya
- 佐野まり
- 相澤ひな子
- 柏木美里